# Kamm-Wachtelweizen
Der Kamm-Wachtelweizen (Melampyrum cristatum) ist eine Art der Gattung Melampyrum und damit der Familie der Orobanchaceae (früher Scrophulariaceae).

## Beschreibung
Der Kamm-Wachtelweizen ähnelt auf den ersten Blick dem Wiesen-Wachtelweizen. Seine gelblich weißen Blüten sind jedoch purpurn überlaufen und stehen in allseitswendigen Ähren. Er wird 10 cm bis 50 cm groß. Die Laubblätter sind 5–10 cm lang und 0,3–1,2 cm breit. Sie sind schmal bis breit lanzettlich, spitz, ganzrandig, nur die obersten sind über ihrem Grunde beiderseits gezähnt.

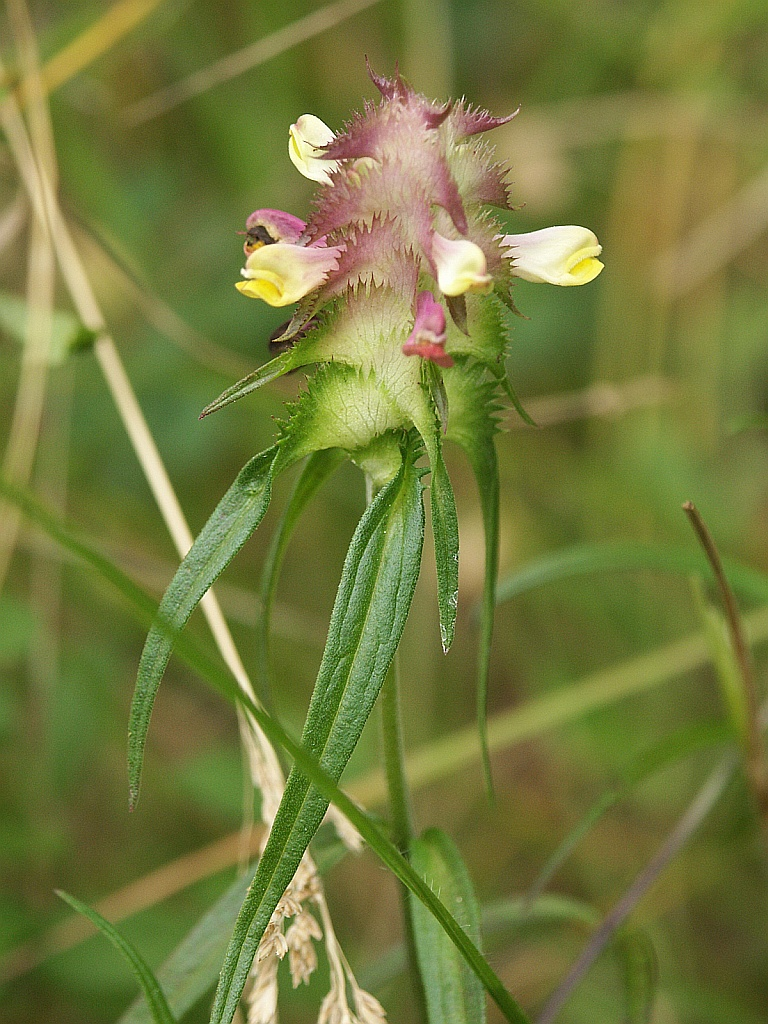
Kamm-Wachtelweizen (Melampyrum cristatum)

Die Deckblätter sind mit breitem, herzeiförmigem Grund sitzend und mit langer, laubiger Spitze versehen. Die basalen Blatthälften sind einfach bis doppelt gezähnt, weißlich, aber nach den Rändern zu gelbgrün oder auch purpurn und gegen die Basen der darüberstehenden Deckblätter gepresst. Die Blüten  sind mehr oder weniger steil aufgerichtet bis waagrecht abstehend. Der Kelch ist dorsiventral. Die beiden vorderen Kelchzipfel sind kurz, dreieckig, die beiden hinteren lang, aus breiter Basis linealisch und schwach säbelförig nach oben gebogen. Die Blütenkrone ist 12–16 mm lang, von bleichgelber Grundfarbe, aber im Mittelabschnitt der Röhre meist purpurn angelaufen. Die Kronröhre ist fast doppelt so lang wie der Kelch.
Die Blütezeit liegt zwischen Juni und September.
Die Chromosomenzahl der Art ist 2n = 18.

## Vorkommen
Der Kamm-Wachtelweizen ist kalkliebend. Er besiedelt trockene bis frische, lichte Eichen- und Kiefernwälder und deren Ränder, lichte Gebüschsäume und Halbtrockenrasen. Die Art kommt in Deutschland nur selten bis zerstreut vor. Soziologisch lässt sich die Art in Mitteleuropa dem Verband Geranion sanguinei, aber auch der Assoziation Querco-Ulmetum und dem Verband Quercion pubescenti-petraeae zuordnen.
Der Kamm-Wachtelweizen kommt in den gemäßigten Zonen Eurasiens vor.

## Systematik
Nach K. Marhold besitzt der Kamm-Wachtelweizen (Melampyrum cristatum L.) u. a. folgende Synonyme: Melampyrum cristatum subsp. majus (Baumg.) Soó, Melampyrum cristatum subsp. ronnigeri (Poeverl.) Ronniger, Melampyrum cristatum subsp. solstitiale (Ronniger) Ronniger.

## Gefährdung
In den letzten Jahrzehnten ist in Mitteleuropa eine Abnahme der Bestände zu erkennen, so dass der Kamm-Wachtelweizen in Deutschland als gefährdet gilt (Rote Liste 3).